# Voltampérová charakteristika

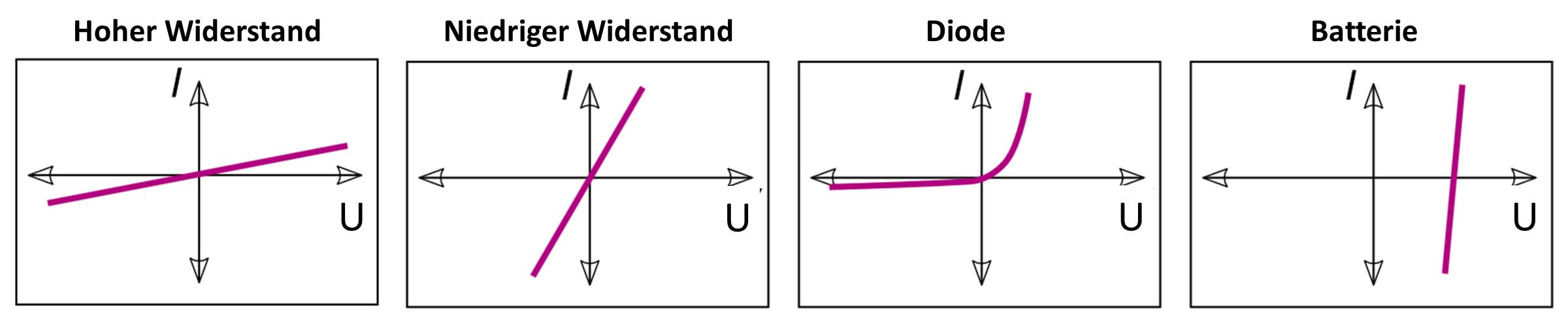
Voltampérové charakteristiky různých součástek; zleva rezistor, rezistor s nižším odporem, dioda, akumulátor.

Voltampérová charakteristika (VA-charakteristika) je závislost mezi elektrickým napětím a proudem, případně její grafické znázornění. U dvoupólových elektrických prvků, jako je rezistor, fotovoltaický článek, akumulátor nebo dioda, se jedná o závislost proudu protékajícího prvkem na napětí na jeho svorkách.
U iontového kanálu voltampérová křivka popisuje závislost mezi membránovým potenciálem a proudem membránou nebo iontovým kanálem, viz metoda terčíkového zámku (patch-clamp).

## Základy
Podle Théveninovy poučky lze každý libovolně složitý lineární obvod připojený ve dvou bodech nahradit zdrojem napětí s určitým vnitřním odporem. Díky tomu lze také zjišťovat voltampérové charakteristiky složitějších zapojení.
V nejjednodušším případě, když má prvek čistě ohmický odpor, je charakteristika lineární, tvořená přímkou procházející počátkem. V případě sériového spojení ideálního zdroje a rezistoru je charakteristika tvořena také přímkou, která však neprochází počátkem.
U jiných prvků, např. u polovodičových diod (ideálních i reálných), je však žádoucí zakřivená, nelineární charakteristika. Nelineární charakteristiky vykazují také reálné zdroje napětí a další prvky, jako například žárovka.
Body, ve kterých charakteristika protíná osy, nazýváme pro I=0 napětí naprázdno, pro U=0 zkratový proud.
|  |  |  |  |

## Prvky s více než dvěma elektrodami

Proud elektrodou D tranzistoru MOSFET v závislosti na napětí mezi elektrodami D a S pro několik hodnot napětí ; hranice mezi lineární (ohmickou) oblastí a oblastí saturace (též aktivní oblastí) je vyznačena červenou parabolou.

U elektronických součástek s více než dvěma vývody, jako jsou vakuové elektronky a tranzistory, může vztah mezi napětím a proudem na jednom páru elektrod záviset na proudu nebo napětí na třetí elektrodě. Tato charakteristika se obvykle zobrazuje složitějším grafem s více křivkami, z nichž každá reprezentuje závislost mezi proudem a napětím pro určitou hodnotu proudu nebo napětí na třetí elektrodě.
Například diagram vpravo ukazuje sadu VA charakteristik pro MOSFET jako funkcí napětí na elektrodě D s napětím (VGS − Vth) jako parametrem.

## Metody měření
Voltampérové charakteristiky elektrických prvků a obvodů lze zjišťovat dvěma způsoby:
1. Při potenciostatickém přístupu připojíme na elektrody napětí {\displaystyle U_{1}}. Přiložené napětí pak postupně zvyšujeme, až dosáhne konečného napětí {\displaystyle U_{2}}.
2. Při galvanostatickém přístupu se nastaví proud {\displaystyle I_{1}}, který se pak postupně zvyšuje až do dosažení konečného proudu {\displaystyle I_{2}}.

Tyto metody měření se používají mimo jiné při analogové příznakové analýze, testovací metodě používané při výrobě a opravách elektroniky.